# Roy Travis
Roy Elihu Travis (geb. 24. Juni 1922 in New York City, New York; gest. 19. Oktober 2013) war ein US-amerikanischer Komponist. 

## Leben
Roy Travis studierte Komposition bei Bernard Wagenaar an der Juilliard School und Musiktheorie bei William John Mitchell und Komposition bei Otto Luening an der Columbia University in New York City und war privater Theorieschüler von Felix Salzer. Durch ein Fulbright-Stipendium konnte er 1951/52 seine Ausbildung als Stipendiat bei Darius Milhaud in Paris vertiefen.
Er entwickelte neue harmonische Akkordstrukturen und gilt als einer der Pioniere bei der Inkorporierung afrikanischer und indischer polyrhythmischer Strukturen in die westliche Musik. Er schrieb Opern (zu denen ihn antike griechische Dramen inspirierten), Orchester-, Vokal- und Kammermusik und viele Klavierwerke. Sein Interesse an afrikanischem Material setzte in den 1960er Jahren ein, als er an einer von dem Meistertrommler Robert Ayitee (1910–1980) aus Ghana geleiteten Studiengruppe teilnahm. In seinem in einem neoafrikanischen Idiom komponierten viersätzigen Afrikanische Sonate für Klavier aus dem Jahr 1966 werden verschiedene Elemente aus der Musik westafrikanischer Völker verwendet: (i) Sikyi (ein Tanz der Aschanti (ii) Tanzlied der Bambara, (iii) Sohu (ein Tanz der Ewe) (iv) Adowa (ein weiterer Aschanti-Tanz).
Er lehrte an der Columbia University, am Mannes College und dann an der University of California, Los Angeles (UCLA), seit 1968 als Professor für Musik.

## Werke (Auswahl)
- African Sonata in four movements for piano (1966)
  - Sikyi
  - Bambara Dance-Song
  - Sohu
  - Adowa
- Switched On Ashanti (1973)
  - Akom
  - Tachema Chema
  - Sikyi
- Streichquartett (1958)
- Labyrinth for orchestra (1950)
- Duo Concertante (1967)
  - Gakpa
  - Adagio
  - Allegro Marcato
  - Adagio
  - Asafo
- 5 Pieces for Piano
- Fantasy and Indian rhythms : for violin and orchestra
- Five Preludes for piano
- Symphonic Allegro
- Songs and Epilogues (nach Sappho)
- Klavierkonzert
- Oper The Passion of Oedipus (nach König Ödipus von Sophokles)
- Oper The Black Bacchants (1982, nach den Bacchen von Euripides)
- Septett für 2 Holzbläser, 3 Streicher, Klavier und Schlagzeug
- Klaviersonate Nr. 1 (1954)
- Collage for orchestra (1968)
- Concerto for flute, pre-recorded African instruments, and electronic synthesizers

## Auszeichnungen
Zu seinen Auszeichnungen zählen:
- Gershwin Award
- Martha Baird Rockefeller Award (1968)
- Guggenheim-Stipendium (1972–3)
- Ford Foundation grant

## Zitat (Russel Steinberg)
“Roy Travis, an emeritus UCLA composition professor, passed away with little fanfare, and family members are lost about what to do with his music. That impressed upon me how important it is for us composers today not to, in any sense, wait to be discovered. It’s up to us (me).”